# Vincent T. Hamlin
Vincent Trout Hamlin (V. T. Hamlin) (Perry, 10 de maio de 1900 - Flórida, 14 de junho de 1993), foi um quadrinista estadunidense, criador da personagem Brucutu.

## Biografia
Hamlin serviu na Força Expedicionária Estadunidense (AEF - American Expeditionary Force), em 1918, durante a I Guerra Mundial. Após o conflito, trabalhou em vários empregos através do país, inclusive em uma companhia de exploração de petróleo, no Texas.
Atuou em vários jornais, como jornalista, fotógrafo e cartunista.
Casou-se em 1925 com Dorothy Stapleton. Em 1932 criou a personagem Brucutu, que lhe deu fama, e desenhou suas estórias até 1971, quando foi substituído por seu assistente, Dave Graue.
Morreu na Flórida, aos 93 anos.